# Barreda (Siero)
Barreda (en asturiano y oficialmente Samiguel) es una parroquia del concejo de Siero, en el Principado de Asturias (España); y un lugar de dicha parroquia. Alberga una población de 257 habitantes (INE 2019) en 102 viviendas. Ocupa una extensión de 5,06 km².
Está situada a 7 km de la capital, en la zona central del concejo. Limita al norte con la parroquia de Anes; al este con la de Argüelles; al sur con la de Tiñana; al suroeste con la de Granda; y al oeste con la de Bobes.
Posee una fosa común de fusilados por los franquistas en la Guerra Civil. En 2011 fue adquirido el terreno de la fosa por el Principado como lugar de memoria histórica.

## Poblaciones
Según el nomenclátor de 2011 la parroquia está formada por las poblaciones de:
- La Cabornia (lugar): 27 habitantes.
- La Espinera (lugar): deshabitado.
- San Miguel (Samiguel en asturiano) (lugar): 230 habitantes.